# Бугайченко, Иван Федотович
Ива́н Федо́тович Буга́йченко (1913—1943) — партизан Великой Отечественной войны, секретарь подпольного Потиевского райкома КП(б)У Житомирской области, Герой Советского Союза (1965).

## Биография
Иван Бугайченко родился 15 августа 1913 года в селе Михайловка Змиевского уезда Харьковской губернии (ныне — Первомайский район Харьковская область Украины) в семье крестьянина.
В 1932 году окончил два курса Киевского педагогического техникума, после чего находился на комсомольской работе в Харьковской области. В 1934 году добровольно пошёл на службу в Рабоче-крестьянскую Красную Армию, проходил службу в погранвойсках. Будучи избранным секретарём Каменец-Подольского обкома ЛКСМУ, Бугайченко был отозван из армии. Был делегатом X и XI съездов ЛКСМУ и членом его ЦК. В 1939 году вступил в ВКП(б). До начала войны работал 1-м секретарём Тернопольского обкома ЛКСМУ.
В июле 1941 года по решению ЦК КП(б)У Бугайченко был оставлен в Тернопольской области для организации подпольной работы. В составе группы Бугайченко перешёл линию фронта и прибыл в назначенный пункт, но был вскоре вынужден уйти в Житомирскую область и остаться в Ляховой Потиевского района (ныне — Осычки Радомышльского района), устроившись чернорабочим в «общинное хозяйство». Занимался подпольной работой, устанавливал связи с членами партии и комсомола, создавал подпольные группы в ряде сёл, в том числе в Потиевке, Детинце, Горбулёве, Будиловке, Моделеве, Сельце и других. Когда при помощи Житомирского подпольного обкома КП(б)У был создан Потиевский райком, его секретарём был назначен Бугайченко. К осени 1942 года количество участников подполья в районе составило 150 человек. Подпольщикам удалось проникнуть в районную оккупационную управу, полицию, биржу труда, сельские управы, что позволяло срывать немецкие планы. Весной 1942 года, когда оккупационная администрация начала подготовку к угону местного населения на работу в Германию, подпольщикам удалось спасти более 2 тысяч человек от этой участи. Осенью того же года, захватив зернохранилище, в котором оккупанты хранили более 200 тонн хлеба, предназначенный для вывоза в Германию, подпольщики раздали его колхозникам. Бугайченко принимал активное участие во всех этих диверсионных актах, а также непосредственно руководил операциями по выведению из строя маслозавода в селе Замеры, разоружении полиции в Ляховой, нарушению телефонной связи.
В декабре 1942 года на совещании представителей подпольных групп было принято решение о создании партизанского отряда. Первоочередной задачей отряда должен был стать налёт на немецкий гарнизон в Потиевке. Планы подпольщиков выдал предатель, в результате чего начались их аресты гестапо. Бугайченко имел возможность скрыться в первые дни, но отказался сделать это, продолжая диверсионную работу, надеясь отвести тем самым подозрение от арестованных. В конце декабря Бугайченко был арестован. В течение восьми дней он подвергался жестоким пыткам, но не выдал своих товарищей по подполью. 14 января 1943 года он был живьём закопан в землю.
Указом Президиума Верховного Совета СССР от 8 мая 1965 года за «особые заслуги, мужество и героизм, проявленные в борьбе против немецко-фашистских захватчиков в период Великой Отечественной войны» секретарь Потиевского подпольного райкома КП(б)У Иван Бугайченко посмертно был удостоен высокого звания Героя Советского Союза. В Потиевке установлен бюст Бугайченко.